# Dúvelsrak
Dúvelsrak is een brug over Rijksweg 7 bij Sneek in de provincie Friesland.
Dúvelsrak is de tweede brug van de twee houten bruggen in Sneek en werd in 2010 in gebruik genomen. De eerste brug, Krúsrak, werd in 2008 in gebruik genomen. De brug bestaat uit een stalen wegdek, dat is gemaakt in Bergum, en een geheel houten overspanning, die 15 meter hoog is.